# Dictionarium Lusitanico-Latinum (1611)
Португальсько-латинський словник (Dictionarium Lusitanico-Latinum) — двомовний словник, виданий 1611 року в Бразі, Португалія. Автор — португальський єзуїт і лексикограф Агоштіню Барбоза (Августин Барбоса). Важлива пам'ятка португальської лексикографії та історії португальської мови доби великих географічних відкриттів. Джерело для наступних словників португальської. Скорочено — словник Барбози (порт. Diccionario de Barbosa).

## Видання
- Dictionarium Lusitanico Latinum : juxta seriem alphabeticam optimis, probatisq. doctissimorum auctorum testimonijs perutili quadam expositione locupletatum : cum... Latini sermonis indice, necnon libello uno aliquarum regionum, civitatum, oppidorum, fluviorum, montium, & locorum, quibus veteres uti solebant / omnia in studiosae inventutis gratiam, & usum collecta per Augustinum Barbosam Lusitanum... - Bracharae : typis, & expensis Fructuosi Laurentij de Basto, 1611. - [40] f., 1208 [i.é 1108] coln., [1] f., 15, [1] p. ; 2º (27 cm)